# ناثان شارب
ناثان شارب (بالإنجليزية: Nathan Sharpe)‏ هو لاعب اتحاد الرغبي ومقدم تلفزيوني أسترالي، ولد في 26 فبراير 1978 في واجا واجا في أستراليا.

## وصلات خارجية
- ناثان شارب عل موقع إسبنسكروم (الإنجليزية)
- ناثان شارب على موقع ItsRugby.co.uk (الإنجليزية)